# Blepharita moilena
Blepharita moilena là một loài bướm đêm trong họ Noctuidae.